# Marlyn Meltzer
Marlyn Wescoff Meltzer (ur. 1922 w Filadelfii, USA, zm. 4 grudnia 2008 w Yardley, Pensylwania, USA) – amerykańska inżynierka, jedna z sześciu programistek komputera ENIAC.

## Życiorys

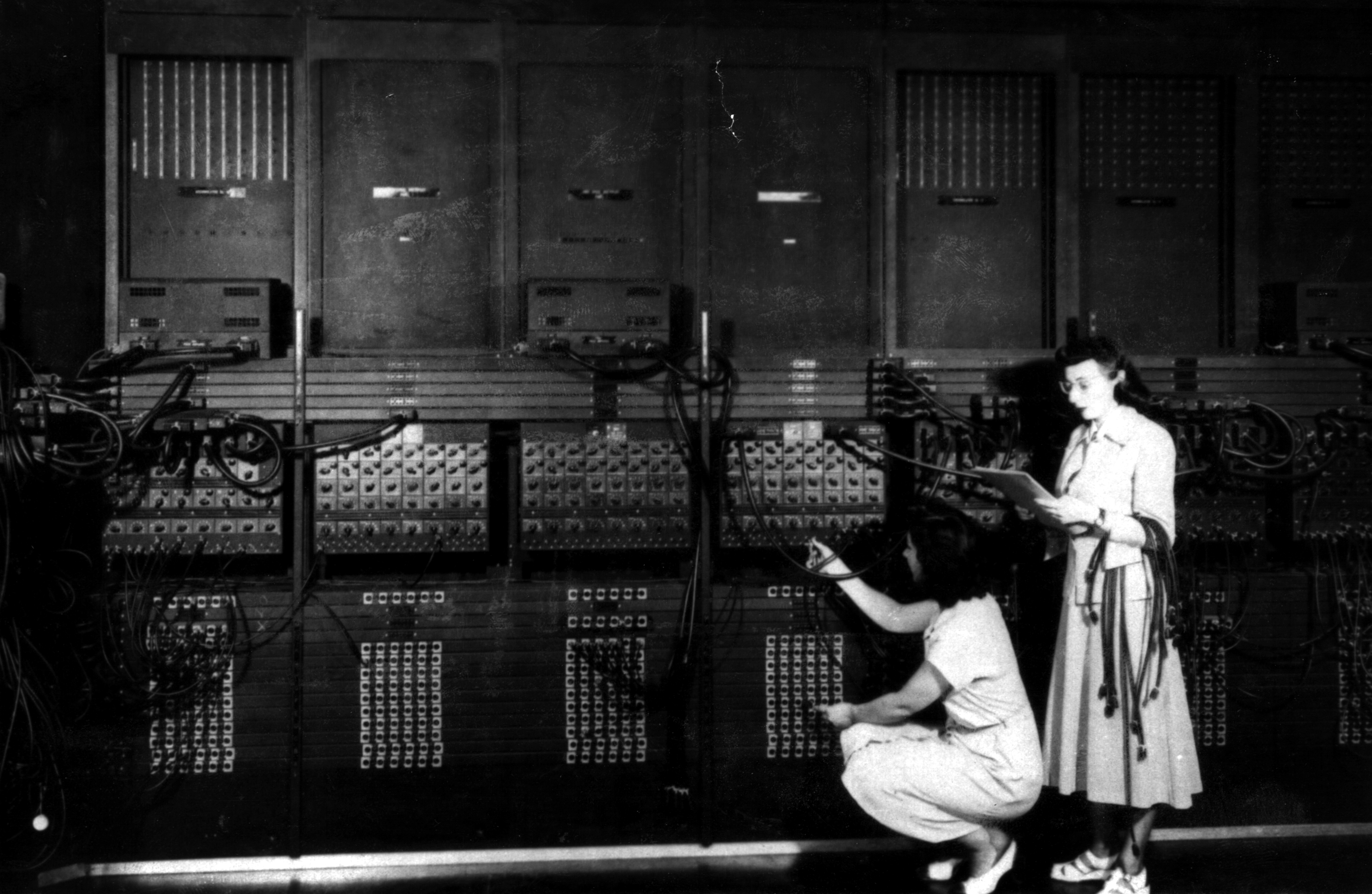
Marlyn Wescoff (stoi) i Ruth Lichterman w trakcie programowania ENIACa

Ukończyła Temple University w Filadelfii w 1942. W tym samym roku została zatrudniona w Moore School of Electrical Engineering na University of Pennsylvania do wykonywania obliczeń pogodowych na arytmometrach. W 1943 zajęła się obliczeniami trajektorii balistycznych na potrzeby tablic strzelniczych dla artylerii. W 1945 została wybrana przez armię, by zostać jedną z programistek komputera ENIAC, który miał zastąpić ręczne obliczenia. Oprócz niej zespół tworzyło pięć innych kobiet: Kathleen McNulty, Betty Jennings, Betty Snyder, Frances Bilas i Ruth Teitelbaum. O ile mężczyźni, którzy budowali ENIACa, stali się bardzo znani, o programistkach szybko zapomniano. W 1947 opuściła zespół programistek, by wyjść za mąż za Philipa Meltzera. Mieli dwoje dzieci: syna Hugh i córkę Joy. Od 1957 do śmierci mieszkała w Yardley w Pensylwanii.
W 1997 roku została, wraz z innymi pierwszymi programistkamki ENIAC-a, uhonorowana w Hali Sław Women in Technology International. W 2010 ich praca została upamiętniona w filmie dokumentalnym Top Secret Rosies: The Female 'Computers' of WWII w reżyserii LeAnn Erickson.